# Sân bay quốc tế Liên Khương
Sân bay quốc tế Liên Khương (hay gọi là Sân bay Đà Lạt, Sân bay Liên Khương Đà Lạt) được xây dựng vào ngày 24 tháng 2 năm 1961 và từng là sân bay quốc tế lớn thứ hai ở miền Nam Việt Nam vào thời điểm đó. Hiện nay đây là sân bay lớn nhất vùng Tây Nguyên Việt Nam và cũng là sân bay quốc tế duy nhất của vùng từ ngày 20 tháng 6 năm 2024, nằm ngay cạnh Quốc lộ 20 và cách Đà Lạt - tỉnh lỵ tỉnh Lâm Đồng, đồng thời là trung tâm nghỉ mát nổi tiếng của vùng Tây Nguyên - chỉ có 28 km. Nhà ga mới của sân bay Liên Khương có hai tầng, với tổng diện tích sàn xây dựng là 12.400 m², được thiết kế theo hình ảnh hoa cúc quỳ, loài hoa đặc trưng của cao nguyên Lâm Đồng. Hiện nay sân bay có một đường cất hạ cánh dài 3.250 m, có thể đón các loại máy bay tầm ngắn như Fokker, ATR72, Airbus A320, Airbus A321. Hiện nay SAA đang xây dựng ở đây đài chỉ huy không lưu trang bị hiện đai đạt chuẩn của Tổ chức Hàng không Dân dụng Quốc tế (ICAO).

## Vị trí
Cảng hàng không Quốc tế Liên Khương có tên giao dịch tiếng Anh là Lien Khuong International Airport (tên viết tắt là DLI) nằm ở tọa độ 11° 45’15" vĩ bắc và 106°25’09" kinh đông, thuộc thị trấn Liên Nghĩa, huyện Đức Trọng, tỉnh Lâm Đồng, cách trung tâm thành phố Đà Lạt 28 km về phía Nam và trung tâm thị trấn Liên Nghĩa 2 km về phía Bắc.
Cảng hàng không Quốc tế Liên Khương tiếp giáp phía Bắc với quốc lộ 27 đi Đắk Lắk, phía Đông bắc giáp quốc lộ 20 đi thành phố Đà Lạt, phía Tây và Nam giáp với đồi núi và thung lũng trống. Cao độ cảng hàng không Liên Khương là 962 m so với mặt nước biển.

## Hạ tầng

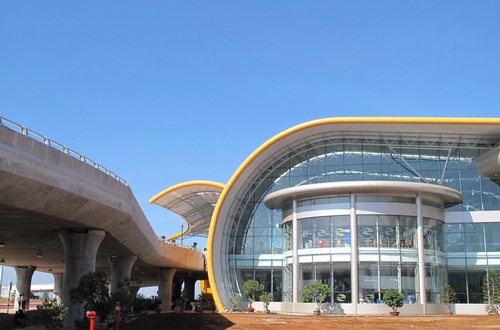
Nhà ga hành khách mới

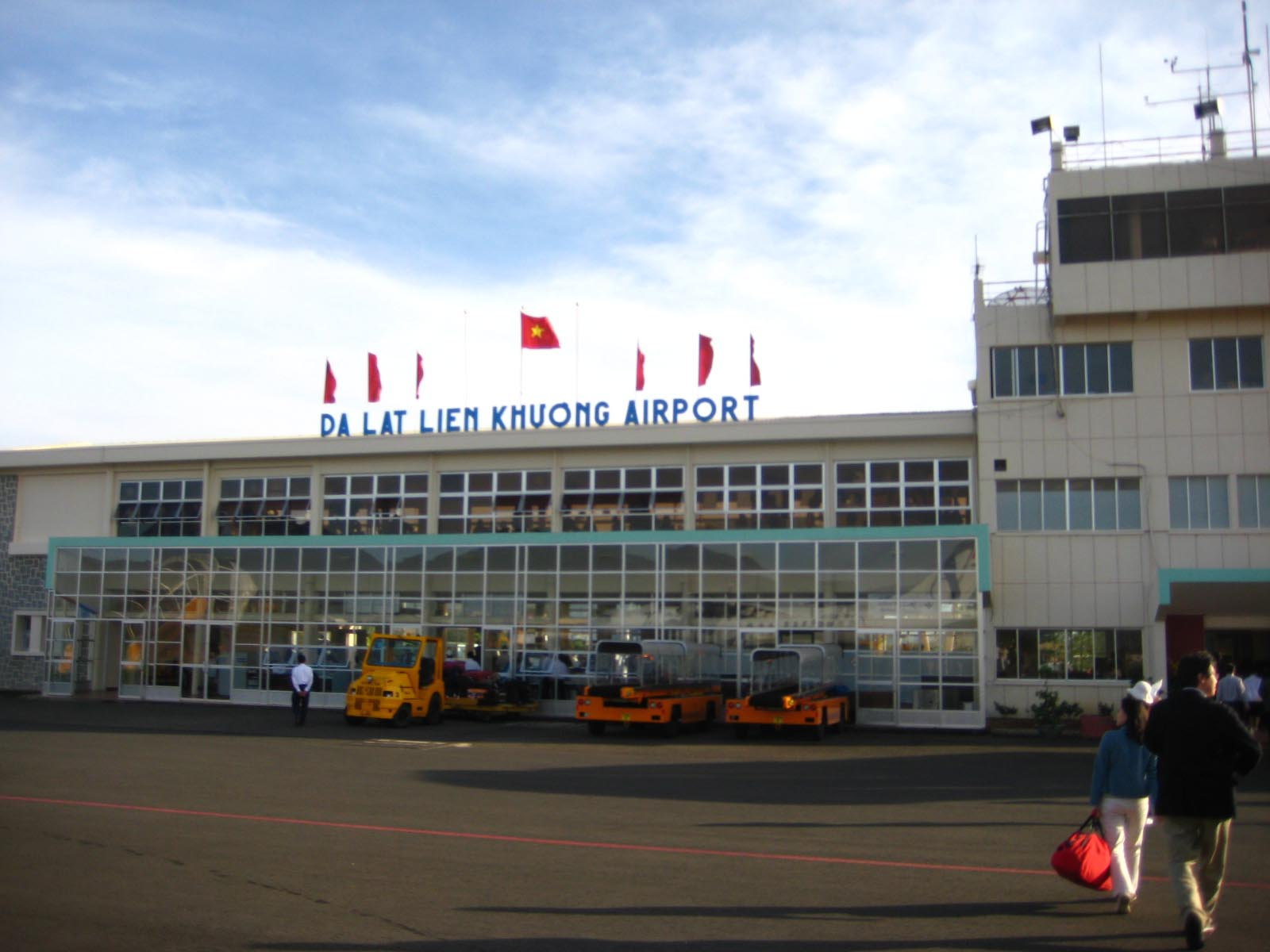
Nhà ga hành khách cũ

Cảng hàng không Liên Khương có một đường hạ cất cánh dài 3,250 mét, rộng 45 mét; Một đường lăn song song dài 2,404 m, rông 37 m; Một đường lăn dài 94 mét, rộng 19 mét; Sân đậu máy bay có diện tích 23.100 m² với 5 vị trí đậu cho máy bay ATR 72 và Fokker 70; Sân đậu ôtô có diện tích 1.478 m². Nhà ga hành khách có diện tích 1.000 m². Trang thiết bị phục vụ mặt đất có xe nạp điện tàu bay, xe chở khách, xe chở hàng, xe cứu thương, xe cứu hỏa.
Ngày 2/9/2003 khởi công dự án "Cải tạo mở rộng, nâng cấp đường HCC, đường lăn, sân đỗ máy bay - cảng hàng không Liên Khương" do Cụm cảng hàng không miền Nam làm chủ đầu tư, quy mô sau khi hoàn thành đảm bảo khai thác được các loại máy bay dân dụng tầm trung như A320, A321 và tương đương, cảng hàng không đạt tiêu chuẩn cấp 4C và sân bay quân sự cấp 2.
Ngày 26/12/2009. Nâng cấp thành sân bay, có thể đón các loại máy bay dân dụng tầm trung như Boeing 767 hay Airbus A320, A321… từ nay Cảng hàng không Liên Khương đã có thể tiếp nhận các chuyến bay với khả năng phục vụ 1,5- 2 triệu lượt khách/năm. Hiện nay từ tháng 4/2019, cảng hàng không Liên Khương đã có thêm 2 ống lồng và được mở rộng thêm 5 vị trí đỗ máy bay mới.

## Định hướng phát triển
Xác định rõ Cảng Hàng không Liên Khương có vị trí quan trọng trong việc phát triển kinh tế - xã hội, chính trị của Lâm Đồng cũng như của cả khu vực Phía Nam Tây Nguyên nên Cục hàng không Việt Nam, Cụm cảng hàng không miền Nam đã triển khai đầu tư Dự án xây dựng mới đường hạ cất cánh dài 3,250 m, rộng 45 m, cải tạo đường hạ cất cánh hiện hữu thành đường lăn, sân đậu máy bay có sức chứa 6-8 máy bay loại tầm trung để phục vụ các loại máy bay A320, A321. Cho đến nay (2015) sân bay Liên Khương là sân bay lớn nhất vùng Tây Nguyên
Để đồng bộ cơ sở hạ tầng cảng hàng không Liên Khương, hiện nay Cụm cảng hàng không miền Nam cũng đang khẩn trương triển khai Dự án xây dựng nhà ga hành khách mới tại đây dự kiến được bố trí thành 2 công trình tách biệt, phục vụ cả hành khách quốc tế và quốc nội. Ga quốc tế và quốc nội sẽ nằm về 2 cánh của nhà ga, có tổng diện tích là 12.330 m² để đảm bảo đến năm 2025, Cảng hàng không Liên Khương đáp ứng phục vụ công suất 2.500.000 hành khách/năm. Liên Khương là 1 trong 5 sân bay làm ra lợi nhuận trên cả nước. Dự kiến sẽ mở thêm các đường bay quốc tế như Singapore, Hàn Quốc (hoạt động mùa đánh gôn), Malaysia, Campuchia, và Lào.

## Các hãng hàng không và điểm đến
| Hãng hàng không  | Các điểm đến                                                                                           |
| ---------------- | --- |
| Asiana Airlines  | Seoul–Incheon                                                                                          |
| Bamboo Airways   | Hà Nội                                                                                                 |
| Jeju Air         | Seoul–Incheon                                                                                          |
| Korean Air       | Seoul–Incheon                                                                                          |
| Pacific Airlines | Thành phố Hồ Chí Minh                                                                                  |
| VietJet Air      | Busan, Cần Thơ, Đà Nẵng, Hà Nội, Hải Phòng, Muan, Phú Quốc, Seoul–Incheon, Thành phố Hồ Chí Minh, Vinh |
| Vietnam Airlines | Đà Nẵng,Hà Nội, Thành phố Hồ Chí Minh                                                                  |

## Thống kê
| Hạng | Tên điểm đến          | Số lượt chuyến (hàng tuần) |
| ---- | --------------------- | -------------------------- |
| 1    | Thành phố Hồ Chí Minh | 87                         |
| 2    | Hà Nội                | 79                         |
| 3    | Đà Nẵng               | 21                         |
| 4    | Hải Phòng             | 17                         |
| 5    | Thailand              | 4                          |
| 6    | Vinh                  | 11                         |
| 7    | Cần Thơ               | 7                          |
| 8    | Huế                   | 4                          |
| 9    | Phú Quốc              | 3                          |
| 10   | Thanh Hoá             | 3                          |
| 11   | Malaysia              | 0                          |

| Năm  | Số hành khách thông qua |
| ---- | ----------------------- |
| 2014 | 675,995                 |
| 2015 | 862,164                 |
| 2016 | 1,300,000               |
| 2017 | 1,600,000               |
| 2018 | 1,750,000               |
| 2019 | 2,340,000               |